# 田中文夫 (政治家)
田中 文夫（たなか ふみお、旧姓：河村、1948年〈昭和23年〉5月5日 - ）は、日本の政治家。山口県萩市長（2期）。山口県議会議員を7期務めた。

## 来歴
山口県立萩高等学校、玉川大学教育学科卒業後、建設会社の社長を務める。
山口県議会議員を務めた父・河村定一、兄・河村建夫（後の衆議院議員）の仕事を手伝ったことがきっかけで政界入りし、自身も1995年の県議選で初当選し、以後7期務める。
2020年8月20日、翌年に予定される萩市長選挙への立候補を表明し、10月30日に県議の辞職願を提出（辞職は11月3日付）。
市長選では田中と現職の藤道健二との一騎討ちとなり、林芳正参議院議員や自民党県議、一部公明党議員や野党系団体などが支援する藤道に対し、田中は市内の自民全7支部から推薦を受け、自民党と公明党の県組織はいずれの候補にも推薦を出さなかった。2021年3月21日の投開票の結果、田中が500票差で勝利し、初当選した。
※当日有権者数：39,784人 最終投票率：66.66%（前回比：+4.32pts）
| 候補者名 | 年齢 | 所属党派 | 新旧別 | 得票数   | 得票率 | 推薦・支持 |
| -------- | ---- | -------- | ------ | -------- | ------ | ---------- |
| 田中文夫 | 72   | 無所属   | 新     | 13,399票 | 50.95% |            |
| 藤道健二 | 61   | 無所属   | 現     | 12,899票 | 49.05% |            |

2025年3月16日の市長選挙では再び立候補した藤道を破り、再選を果たした。
※当日有権者数：36,605人 最終投票率：63.22%（前回比：-3.44pts）
| 候補者名 | 年齢 | 所属党派 | 新旧別 | 得票数   | 得票率 | 推薦・支持 |
| -------- | ---- | -------- | ------ | -------- | ------ | ---------- |
| 田中文夫 | 76   | 無所属   | 現     | 11,995票 | 53.58% |            |
| 藤道健二 | 65   | 無所属   | 元     | 10,393票 | 46.42% |            |